# Майотта (остров)

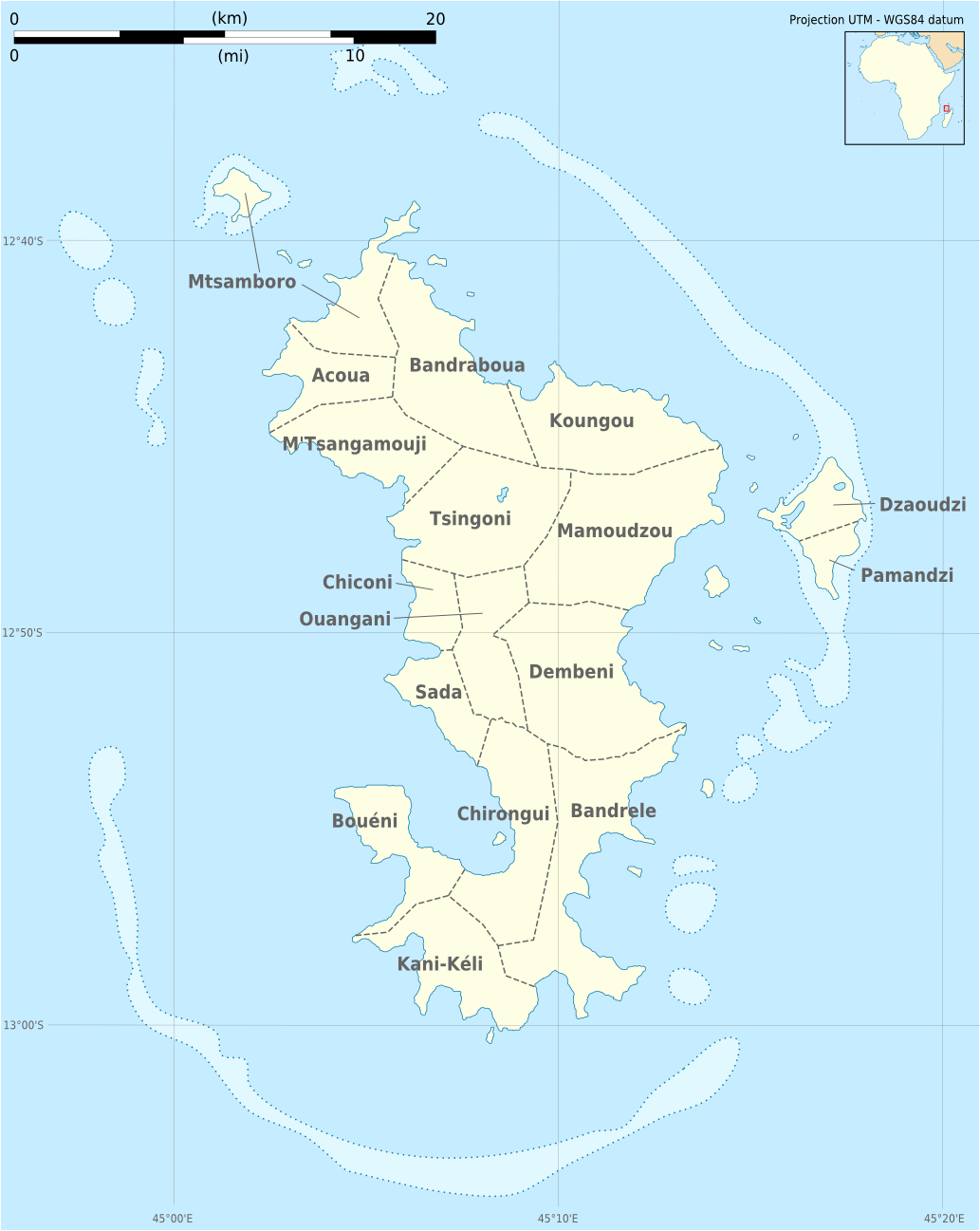
Административная карта заморского региона Майотта

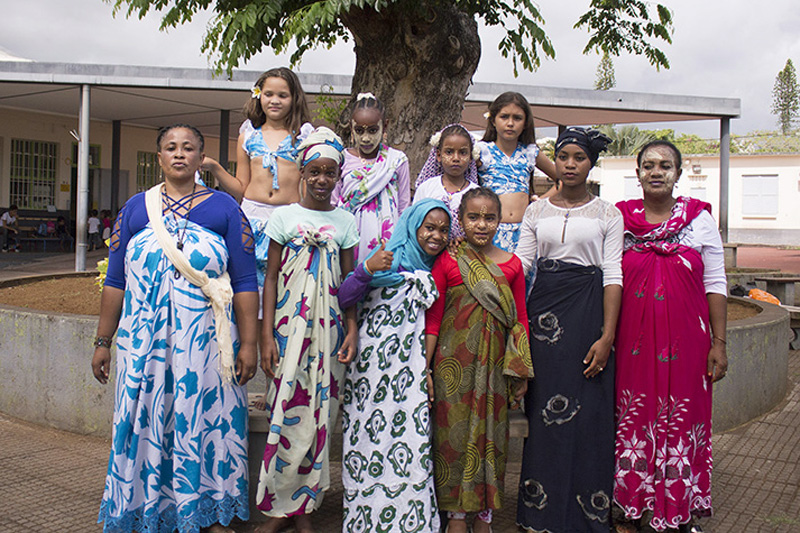
Разнообразие этнических и антропологических групп на Майотте

Майо́тта или Мао́ре (фр. Mayotte, комор. Maore), также Гранд-Тер (фр. Grande-Terre) — остров в Индийском океане в архипелаге Коморские острова. Площадь территории составляет около 360 км².
Майотта (Маоре) — самый крупный по размеру остров заморского региона Франции Майотта, в целом на территорию которого претендуют Коморы. Генеральная Ассамблея ООН признала права государства Союз Коморских Островов на остров Майотта (Маоре).
Он включает 15 из 17 коммун этого заморского региона.

## Население
Население острова составляет 188 422 человека — это около 89 % от 212 645 жителей всего заморского региона Майотта по переписи 2012 года.
Этнический состав — как и в целом по заморскому региону Майотта — представляют в основном коморцы (потомки арабов, смешавшихся с малагасийцами и бантуязычными африканцами-неграми), в частности, маоре, которые говорят на маорском диалекте коморского языка.